# Mördersyndikat San Francisco
Mördersyndikat San Francisco (Originaltitel: Hoodlum Empire) ist ein US-amerikanischer Kriminalfilm aus dem Jahr 1952 von Joseph Kane mit Brian Donlevy und Claire Trevor in den Hauptrollen. Der Film noir wurde von Republic Pictures produziert.

## Handlung
Der Kongress lässt eine Untersuchung über die Kontrolle von Glücksspielaktivitäten durch die Mafia durchführe. Der Gangster Nick Mancani wird mit seinem Neffen Joe Gray, den Nick als Sohn aufgezogen hat, vorgeladen und muss Charley Pignatelli, seinen gewalttätigen Stellvertreter, davon abhalten, Joe zu töten, bevor er aussagt. Nicks Beharren darauf, Joe nicht zu töten, es sei denn, es sei absolut notwendig, wird von Connie Williams gehört, einer langjährigen Freundin der Familie, die bei Nick wohnt. Connie lauscht von ihrem Arbeitszimmer in der New Yorker Penthouse-Wohnung aus, wo ein Schreibtisch mit einem Tonbandgerät und einem Abhörgerät für den Raum darunter ausgestattet ist. Als die Untersuchung unter der Leitung von Senator Stephens im Federal Building in New York beginnt, wird Charley vereidigt. Charley befolgt Nicks Anweisungen und scheint zunächst zu kooperieren, täuscht jedoch Unwissenheit über Joes Aktivitäten vor, indem er behauptet, er habe gehört, dass Joe, der seit dem Krieg in Central City lebt, Kriegskameraden als Partner aufgenommen habe. Ein Zuschauer, der neben Joe sitzt, der blinde Reverend Simon Andrews, erinnert sich still an seine erste Begegnung mit Joe während der Invasion in der Normandie, als er als Kaplan seiner Nationalgarde in Central City diente.
Joe, ein Stadtkind, das zur Nationalgarde eingezogen wird, verachtet seine Kameraden zunächst, beginnt sie dann aber zu respektieren. Ein französisches Bauernmädchen, Marte Dufour, rettet Joe, als er verletzt ist. Joe denkt über ein Leben mit ihr in Central City nach, als Simon von einer Granate geblendet und nach Hause geschickt wird. Simon erwacht aus seinen Träumen und stellt fest, dass die Ermittler immer noch Joes Geschäfte in Central City befragen. Während Charleys Aussage weitergeht, kommen bei Connie, die die Fernsehübertragung der Anhörungen ansieht, starke Erinnerungen hoch. Als Joe als Kriegsheld zurückkehrt, nimmt sie an, dass er auch zu ihr zurückkehrt, bis er ihr von seiner Verlobung mit Marte erzählt. Nick zeigt Joe stolz die Änderungen in der Organisation, die er einmal erben soll, die zu einem Multimillionen-Dollar-Syndikat angewachsen ist, das seine Aktivitäten hinter respektablen Geschäften verbirgt. Zu Nicks Überraschung verkündet Joe, dass er auf die legale Seite wechseln wird. Doch bevor er nach Central City aufbricht, verspricht Joe, nie zu erzählen, was er weiß.
Nachdem die Anhörungen für den Abend vertagt wurden, entführt Charley Joe, der bezweifelt, dass Joe unter Druck still bleiben wird. Nick kommt rechtzeitig hinzu, um einen Mord zu verhindern. Er versucht, Joe dazu zu bringen als Sündenbock herzuhalten. Bei der nächsten Anhörungssitzung wird Connie in den Zeugenstand gerufen, aber da sie Joe immer noch liebt, versäumt sie es, ihn wie von Nick und Charley angewiesen zu belasten. Nick sagt als nächster aus und wird nach seinem Wissen über Glücksspielaktivitäten in Central City befragt. Einer von Charleys Handlangern, der im Gerichtssaal zusieht, erinnert sich, als die Bande nach Central City zog. Joe weigert sich, Spielautomaten in seinen eigenen Geschäften aufzustellen, was seine ehemaligen Kumpane überrascht, bis Charley erklärt, dass Joe als Chef der ganzen Operation blitzsauber erscheinen muss. In seiner weiteren Aussage begeht Nick einen Meineid, indem er sagt, er habe Joe das letzte Mal kurz nach dem Krieg gesehen. Während Joe die Anhörung mit Sorge verfolgt, wird er von Erinnerungen überflutet.
Auf Stephens Wahlkampfparty weist der Politiker Joes Unterstützungsbekundungen zurück und beschuldigt ihn, mehrere Glücksspieleinrichtungen in Central City zu besitzen. Überrascht von der Anschuldigung, erkundigt sich Joe und erfährt, dass sein Name auf stornierte Schecks und anderen Unterlagen mehrerer skrupelloser Unternehmen eingefügt wurde. Joe kann sich nicht von seiner Vergangenheit lösen und will die Stadt verlassen, aber Marte, die ein Leben ohne Wurzeln fürchtet, überzeugt ihn, dass ihre Freunde bei Bedarf für sie eintreten würden. Nachdem die Sitzung am Abend zu Ende ist, beklagt Joe Marte und seinem besten Freund Simon gegenüber, dass er aus Angst vor Repressalien der Bande nicht mit dem Ausschuss zusammenarbeiten kann. Er weiß auch, dass sein Schweigen als Beweis für seine Verbindung und Schuld angesehen wird. Angesichts all der gefälschten Dokumente, die ihn in Bandenaktivitäten verwickeln, würde der Ausschuss niemals an seine Unschuld glauben. Später konfrontiert Simon die Gangster ohne Joes Wissen im Penthouse und droht, sein Wissen preiszugeben, wenn sie Joe nicht öffentlich von ihren Verbrechen freisprechen. Daraufhin stößt Charley Simon in einen Aufzugsschacht. Als Simons „Unfalltod“ gemeldet wird, taucht Joe im Penthouse auf und beschuldigt Nick und Charley des Mordes. Als die Spannung im Raum eskaliert, schaltet Connie, die erneut aus dem Arbeitszimmer lauscht, das Tonbandgerät ein und ruft Stephens an, um Hilfe für Joe zu schicken. Sie erzählt dem Senator von der Aufnahme, die sie heimlich macht und die Schuldeingeständnisse und Beweise für Joes Unschuld enthält. Sie rennt die Treppe hinunter, um Joes Hinrichtung zu verhindern, wird jedoch von dem wütenden Nick getötet. Im darauffolgenden Kampf wird Nick versehentlich erschossen, kurz bevor die Polizei eintrifft, die Charley festnimmt. Überzeugt von den Beweisen auf der Aufnahme entschuldigt sich Stephens bei der nächsten Sitzung bei Joe und wäscht seinen Namen rein.

## Hintergrund
Gedreht wurde der Film vom 17. September bis Mitte Oktober 1951 in den Republic-Studios in Los Angeles.
Die Geschichte wurde von dem Autor Bob Considine geschrieben und basierte auf einer Reihe von Enthüllungen über organisierte Kriminalität, die er für den International News Service geschrieben hatte. Die Artikel beschrieben die Kefauver-Hearings des Ausschusses zur Verbrechensermittlung des US-Senats, die 1951 von Senator Estes Kefauver geleitet wurden.
Laut Pressemeldungen vom Dezember 1950 hat Republic die Produktion der Geschichte beschleunigt, nachdem es in Los Angeles zu Morden im Gangstermilieu gekommen war. Es wurde auch angegeben, dass Joseph Cotten vorläufig für eine Hauptrolle als Gesetzeshüter besetzt worden war. Laut frühen Produktionsplänen wurde auch George Raft besetzt, sowohl Cotton als auch Raft wurden in der Folgezeit ersetzt.
Einige Italo-Amerikaner waren von den italienischen Nachnamen der Gangsterfiguren beleidigt. Außerdem wurde in der Presse festgestellt, dass mehrere Hauptfiguren großen Ähnlichkeiten mit realen Personen hatten, die an den Kefauver-Hearings beteiligt waren.
John McCarthy Jr. und Charles S. Thompson waren für das Szenenbild zuständig, Adele Palmer für die Kostüme. Die Brüder Theodore und Howard Lydecker schufen die Spezialeffekte.

## Synchronisation
Die deutsche Synchronfassung entstand 1955.
| Rolle              | Schauspieler   | Deutscher Synchronsprecher |
| ------------------ | -------------- | -------------------------- |
| Sen. Stephens      | Brian Donlevy  | Friedrich Schoenfelder     |
| Connie Williams    | Claire Trevor  | Inge Landgut               |
| Charley Pignatelli | Forrest Tucker | Heinz Giese                |
| Nick Mancani       | Luther Adler   | Siegfried Schürenberg      |
| Joe Gray           | John Russell   | Eckart Dux                 |
| Sen. Tower         | Gene Lockhart  | Clemens Hasse              |
| Simon Andrews      | Grant Withers  | Wolf Martini               |
| Benjamin Lawton    | Taylor Holmes  | Carl Heinz Carell          |
| Morris Draper      | Roy Barcroft   | Hans Ulrich                |
| Ealph Foster       | Damian O’Flynn | Kurt Waitzmann             |
| Gerichtsreporter   | John Phillips  | Heinz Palm                 |
| Meyers             | Sid Tomack     | Stanislav Ledinek          |
| Lonnie             | Sranley Waxman | Heinz Lausch               |

Anmerkung: Die kursiv geschriebenen Namen sind Rollen und Darsteller, die nicht im Abspann erwähnt wurden.

## Veröffentlichung
Die Premiere des Films fand am 5. März 1952 in New York statt. In der Bundesrepublik Deutschland kam er am 9. März 1956 in die Kinos, in Österreich erst 1957.

## Kritiken
A. H. Weiler von der The New York Times befand, es handele sich um ein bekanntes Format, das die Autoren Bob Considine und Bruce Manning verwendet haben, um ein fachmännisches, manchmal flottes, aber kaum inspiriertes Drehbuch zu verfassen. Die Bemühungen der Darsteller zu beweisen, dass sich Verbrechen nicht lohnen sollte, seien lohnenswert. Aber der Film sei selbst bis zu seinem Höhepunkt immer noch ein Schauspiel, das bei weitem nicht so effektiv sei wie die Fakten, die ihn offensichtlich inspiriert haben.
Der Kritiker des TV Guide sah ein eher schleppendes Krimi-Melodram mit einer schlaffen Story.
Das Lexikon des internationalen Films schrieb: „Mittelmäßiger Krimi: abgenütztes Thema, oberflächlich motivierte "Bekehrung" des Helden, schwache Darstellung.“